# Медія (Загорє-об-Саві)
Медія (словен. Medija) — поселення в общині Загорє-об-Саві, Засавський регіон, Словенія. Висота над рівнем моря: 432.8 м.